# 厄斯城 (密蘇里州)
厄斯城（英語：Earth City）是位於美國密蘇里州聖路易斯縣的非建制地區。

## 地理
厄斯城所處的海拔為高於海平面134米（即440英呎），而該地所採用的時區為UTC-6，即北美中部時區（CST）。同時該地設有夏令時間，為UTC-6調快一小時，即UTC-5（CDT）。